# I Like It (canción de Enrique Iglesias)
«I Like It» es una canción interpretada por el cantante español Enrique Iglesias de su álbum bilingüe Euphoria. Fue producido por RedOne, y en colaboración del rapero Pitbull. También cuenta con la participación no acreditada de Lionel Richie en un pequeño estribillo. La canción también está incluida en la banda sonora del reality de MTV Jersey Shore. Una versión de la canción sin Pitbull también se encuentra en la versión internacional de Euphoria. Alcanzó el número uno en el Canadian Hot 100 y se ha convertido en un top-ten éxito en varios países, incluyendo Australia, Bélgica, España, el Reino Unido y los Estados Unidos, donde alcanzó el número cuatro en el Billboard Hot 100, convirtiéndose en el primer sencillo de Enrique en entrar entre los primeros diez en esta lista en casi ocho años, el último en lograrlo fue "Hero", que alcanzó el puesto # 3 en 2001.

## Antecedentes
La canción escrita y producida por RedOne y coescrita Iglesias y Pitbull, y la interpola de Lionel Richie del clásico de '1983 "All Night Long (All Night)".

## Recepción de crítica
La canción recibió una revisión mixta de Digital Spy's Music Editor Robert Copsey que dio tres estrellas (de cinco) y dijo "Los versos pueden presentar suficiente Auto-Tune, para hacer que Kesha vocalmente se sienta expuesta, pero es la letra cursi que se asegura, este se queda en el lugar número uno sin duda".

## Video musical
El video musical fue filmado junto a Pitbull dirigido por Wayne Isham. El video musical fue estrenado el 19 de mayo de 2010 en la página web de "The Sun". Una versión alternativa del video fue lanzado con el reparto de la serie de MTV Jersey Shore, el video musical para esta versión fue lanzada el 7 de junio de 2010, dirigida por David Rousseau.

## Listado de canciones
| CDr, Single, Promo |                                         |          |  |
| N.º                | Título                                  | Duración |  |
| 1.                 | «I Like It» (Radio Edit With Rap)       | 03:51    |  |
| 2.                 | «I Like It» (Avicii Remix)              | 08:24    |  |
| 3.                 | «I Like It» (DJ Chuckie Radio Edit)     | 03:08    |  |
| 4.                 | «I Like It» (DJ Chuckie Extended Mix)   | 05:33    |  |
| 5.                 | «I Like It» (DJ Chuckie Dub Mix)        | 05:31    |  |
| 6.                 | «I Like It» (Cahill Radio Edit)         | 03:41    |  |
| 7.                 | «I Like It» (Cahill Club Remix)         | 06:31    |  |
| 8.                 | «I Like It» (Cahill Vocal Dub Mix)      | 06:30    |  |
| 9.                 | «I Like It» (Cahill Dub Mix)            | 06:30    |  |
| 10.                | «I Like It» (Jason Nevins Radio Edit)   | 04:05    |  |
| 11.                | «I Like It» (Jason Nevins Extended Mix) | 07:12    |  |
| 12.                | «I Like It» (Static Revenger Radio Mix) | 03:32    |  |
| 13.                | «I Like It» (Static Revenger Club Mix)  | 04:39    |  |

## Listas de posiciones
En el Billboard Hot 100, la canción debutó en el número ochenta y nueve, y desde entonces alcanzó el número cuatro, convirtiéndose en su mejor sencillo en las listas de EE. UU. desde "Hero". Enrique Iglesias hace su primera incursión en el top 10 del Billboard Hot 100 en casi nueve años. "I Like It" consiguió 171.000 descargas, según Nielsen SoundScan. La canción alcanzó el número uno en el Canadian Hot 100 el 25 de septiembre de 2010. Debutó en el número cuatro en el UK Singles Chart, siendo su segundo sencillo más vendido en Reino Unido, ya que "Do You Know? (The Ping Pong Song)", alcanzó el número tres. En el Australian ARIA Charts, a llegar al número dos, siendo su mejor sencillo en Australia desde su éxito de 2001 "Hero", que encabezó las listas. En el Billboard hot 100 Europeo, debutó en el # 90, la canción subió en la lista al # 4. En el Offizielle Deutsche Charts, debutó en el No. 12 y alcanzó su posición más alta en el N º 10, en su séptima semana en esa lista.

## Premios
| Año  | Ceremonia              | Categoría                                     | Resultado |
| ---- | ---------------------- | --------------------------------------------- | --------- |
| 2010 | Teen Choice Awards     | Choice Music: Hook Up                         | Nominado  |
| 2010 | MTV Video Music Awards | Best Dance Music Video (Jersey Shore Version) | Nominado  |

## Posicionamiento en listas y certificaciones
| Lista (2010)                              | Posición máxima |
| ----------------------------------------- | --------------- |
| Alemania (Offizielle Deutsche Charts)     | 10              |
| Australia (ARIA)                          | 2               |
| Austria (Ö3 Austria Top 40)               | 9               |
| Bélgica (Flandes) (Ultratop 50)           | 5               |
| Bélgica (Valonia) (Ultratop 50)           | 3               |
| Canadá (Canadian Hot 100)                 | 1               |
| Dinamarca (Tracklisten)                   | 8               |
| Eslovaquia (IFPI)                         | 4               |
| Escocia (Scottish Singles Sales Chart)    | 3               |
| España (Top 100 Canciones)                | 4               |
| Estados Unidos (Billboard Hot 100)        | 4               |
| Estados Unidos (Latin Pop Airplay)        | 1               |
| Estados Unidos (Hot Dance Club Songs)     | 1               |
| Estados Unidos (Hot Latin Songs)          | 2               |
| Estados Unidos (Mainstream Top 40)        | 2               |
| Estados Unidos (Billboard Radio Songs)    | 3               |
| Europa (Hot 100 Singles)                  | 4               |
| Finlandia (OFC)                           | 8               |
| Francia (SNEP)                            | 2               |
| Hungría (Rádiós Top 40)                   | 17              |
| Italia (FIMI)                             | 18              |
| Irlanda (IRMA)                            | 6               |
| México (Billboard Ingles Airplay)         | 3               |
| Nueva Zelanda (Recorded Music NZ)         | 7               |
| Noruega (VG-lista)                        | 7               |
| Países Bajos (Dutch Top 40)               | 13              |
| Polonia (ZPAV)                            | 5               |
| Reino Unido (The Official Charts Company) | 4               |
| República Checa (Rádio Top 100)           | 2               |
| Rusia (Russia Airplay TopHit)             | 11              |
| Suecia (Sverigetopplistan)                | 26              |
| Suiza (Schweizer Hitparade)               | 6               |

| País           | Certificaciones |
| -------------- | --------------- |
| Australia      | 3x Platino      |
| Dinamarca      | Oro             |
| España         | Platino         |
| Estados Unidos | 2x Platino      |
| Nueva Zelanda  | Platino         |
| Suiza          | Oro             |

## Sucesiones
| Predecesor: "We No Speak Americano" de Yolanda Be Cool & DCUP   | ARIA Dance Chart número uno 5 de julio de 2010 - 4 de octubre de 2010                 | Sucesor: "Barbra Streisand" de Duck Sauce      |
| Predecesor: "California Gurls" de Katy Perry (feat. Snoop Dogg) | Billboard Hot Dance Club Songs número uno 21 de agosto de 2010 - 28 de agosto de 2010 | Sucesor: "Fire with Fire" de Scissor Sisters   |
| Predecesor: "Dynamite" de Taio Cruz                             | Canadian Hot 100 número uno 18 de septiembre de 2010 - 25 de septiembre de 2010       | Sucesor: "Only Girl (In The World)" de Rihanna |
| Predecesor: "Cuando Me Enamoro" de Enrique Iglesias             | Billboard Latin Pop Songs número uno 16 de octubre de 2010 - 6 de noviembre de 2010   | Sucesor: "Loca" de Shakira                     |

## Fecha de lanzamiento
| Región         | Fecha               | Formato                     |
| -------------- | ------------------- | --------------------------- |
| Estados Unidos | 3 de mayo de 2010   | Descarga digital            |
| Estados Unidos | 17 de mayo de 2010  | Radio                       |
| Japón          | 30 de abril de 2010 | Descarga digital            |
| Australia      | 30 de abril de 2010 | Descarga digital            |
| Reino Unido    | 28 de junio de 2010 | CD single, descarga digital |
| Alemania       | 5 de julio de 2010  | CD single                   |
| Francia        | 5 de julio de 2010  | CD single                   |